# Teresa Jackowska
Teresa Dorota Jackowska (ur. 6 lutego 1954 w Sandomierzu) – polski lekarz pediatra, onkolog i hematolog dziecięcy, nauczyciel akademicki, profesor nauk medycznych.

## Życiorys
W 1978 ukończyła studia medyczne na kierunku lekarskim w Akademii Medycznej w Warszawie. Specjalista w zakresie pediatrii (I stopień w 1982 i II stopień w 1989) oraz onkologii i hematologii dziecięcej (2003).
Stopień doktora nauk medycznych uzyskała w 1994 w Akademii Medycznej w Warszawie na podstawie rozprawy pt. Ewolucja przebiegu klinicznego ostrej białaczki limfoblastycznej po odstawieniu leczenia. W 2002 w tej samej uczelni uzyskał stopień doktora habilitowanego na podstawie pracy pt. Ocena kardiotoksyczności antracyklin u dzieci chorych na ostrą białaczkę limfoblastyczną. W 2019 otrzymała tytuł naukowy profesora
Członkini towarzystw naukowych w tym m.in.: Polskiej Akademii Nauk, Polskiego Towarzystwa Pediatrycznego, Polskiego Towarzystwa Hematologów i Transfuzjologów, Polskiego Towarzystwa Onkologii i Hematologii Dziecięcej, Polskiego Towarzystwa Wakcynologii oraz  International Society of Pediatric Oncology, American Society of Hematology,  American Academy of Pediatrics,  European Society of Hematology i European Society for Paediatric Infectious Diseases.
Kierownik Kliniki Pediatrii Centrum Medycznego Kształcenia Podyplomowego w Szpitalu Bielańskim w Warszawie.
Konsultant krajowy w dziedzinie pediatrii. Społeczny doradca Rzecznika Praw Dziecka.
Członkini powołanego przez Ministra Zdrowia Zespołu do spraw Szczepień Ochronnych.
Autorka lub współautorka ponad 100 publikacji, w tym prac poglądowych i rozdziałów w podręcznikach.

## Odznaczenia
- Złoty Krzyż Zasługi[10]
- Odznaka Honorowa za Zasługi dla Ochrony Praw Dziecka[11]
- Odznaka Honorowa „Zasłużony dla Mazowsza” (2018)[12]
- Oskar Polskiej Pediatrii[13]
- Medal Honorowy im. Józefa Polikarpa Brudzińskiego[14]